# Орден Канаде
Орден Канаде (енгл. Order of Canada; фр. Ordre du Canada) је највиша грађанска награда Канаде.

## Историја
Орден је 17. априла 1967. установила краљица Велике Британије и Канаде Елизабета II поводом прославе стогодишњице државе (1. јула 1967.) и намењен је награђивању држављана Канаде и страних држављана.
Прва награда је уручена 7. јула 1967. године. Међу првим примаоцима били су Вајлдер Пенфилд и Морис Ричард.
Суверен реда је краљица. Награду додељује генерални гувернер Канаде.

## Степени
Орден се додељује на три степена:
1. Компањон ордена Канаде – додељује се за највише заслуге Канади и човечанству. У току године није могуће више од 15 награда, док је број пратилаца ограничен на 165 живих држављана Канаде. Од августа 2017. било је 146 живих додељених.
2. Официр ордена Канаде – додељује се за високе заслуге Канади и човечанству. У току године није могуће добити више од 64 награде. Нема ограничења у погледу броја истовремено живих официра наређења. Од августа 2017. било је 1.049 живих официра реда.
3. Члан ордена Канаде – додељује се за изузетне услуге за или за одређену заједницу, групу или област активности. У току године није могуће добити више од 136 награда. Нема ограничења у погледу броја истовремено живих чланова редова. Од августа 2017. било је 2.281 живих чланова реда.

За само 50 година награђено је више од 6.800 људи.